# IC 1672
IC 1672 ist eine Spiralgalaxie vom Hubble-Typ Sb im Sternbild Fische auf der Ekliptik. Sie ist schätzungsweise 320 Mio. Lichtjahre von der Milchstraße entfernt und hat einen Durchmesser von etwa 120.000 Lj. 

Im selben Himmelsareal befinden sich u. a. die Galaxien IC 96 und IC 1676.
Das Objekt wurde am 6. Dezember 1899 vom französischen Astronomen Stéphane Javelle entdeckt.